# Stade Rizal Memorial
Le stade Rizal Memorial est le stade national des Philippines situé à Malate, un district de Manille aux Philippines. Il sert de cadre aux Jeux asiatiques de 1954 et aux Jeux d'Asie du Sud-Est à trois reprises. Avant sa rénovation en 2011, le stade a été gravement détérioré et n'est pas autorisé à recevoir des matches internationaux. Le stade accueille également les rencontres à domicile de l'équipe des Philippines de football.

## Rénovation
Depuis les années 1930, il a accueilli les principaux tournois de football et certains matches internationaux. Lorsqu'une nouvelle piste en tartan a été aménagée, pour préparer l'hébergement des Jeux d'Asie du Sud-Est de 1981, le stade est devenu un centre pour l'athlétisme et le terrain de football s'est lentement détérioré. Peu à peu, le Rizal Memorial s'est révélé inadapté pour les matches internationaux, et la sélection philippine aurait dû jouer ses rencontres à domicile dans un autre stade.
Début 2009, la Commission des Sports des Philippines (CFP) annonce un plan pour rénover le Rizal Memorial Sports Complex, le complexe sportif dont fait partie le stade. La restauration inclut la suppression de la piste d'athlétisme, afin de transformer l'enceinte en stade moderne de football. La CFP s'engage à lever des fonds auprès du secteur privé et du gouvernement, totalisant au moins ₱50 millions de dollars pour la rénovation, prévue dans le courant du dernier trimestre 2009. En février 2010, la CFP est toujours en attente d'un partenaire privé pour cofinancer le projet, le calendrier initial pour le projet de rénovation est donc retardé.
La rénovation du stade est l'un des nombreux projets de la CFP pour aider les clubs et la sélection à être plus compétitifs. Bien que la transformation du Rizal Memorial en stade spécifique au football ait convaincu les sceptiques, le mouvement de relance du football ne se fait pas au niveau local.
Malgré les doutes, il est annoncé en février 2010 que les plans pour la rénovation doivent démarrer courant mars avec la participation de l'Université de La Salle-Manille, le projet devant durer six mois. Les athlètes en formation sont redirigés vers le PhilSports Complex ou au centre de formation de la CFP à Baguio.
Le stade accueille son premier test match lorsque les Philippines hébergent le Tournoi asiatique des Cinq Nations de rugby à XV 2012, qui se double d'un tournoi de qualification pour la Coupe du monde de rugby 2015. Les poteaux ont été installés quelques jours seulement avant le tournoi.

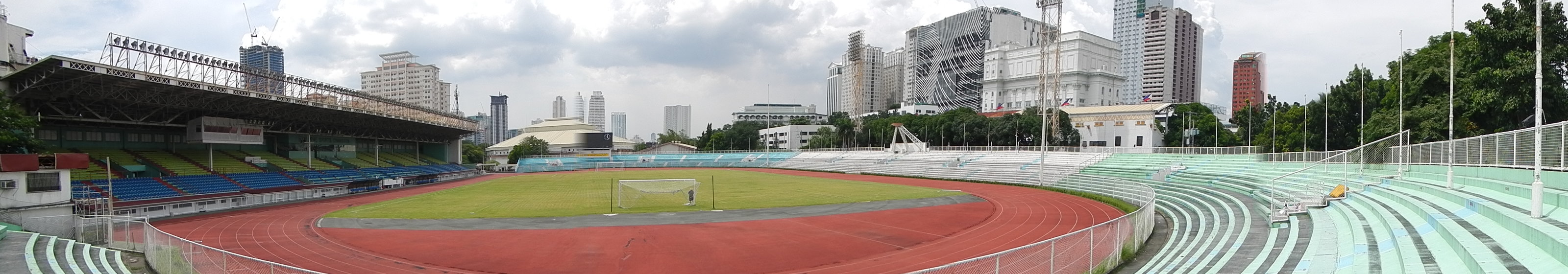
Vue panoramique du Stade Rizal Memorial

## Événements

### Événements sportifs
- Jeux de l'Extrême-Orient 1913

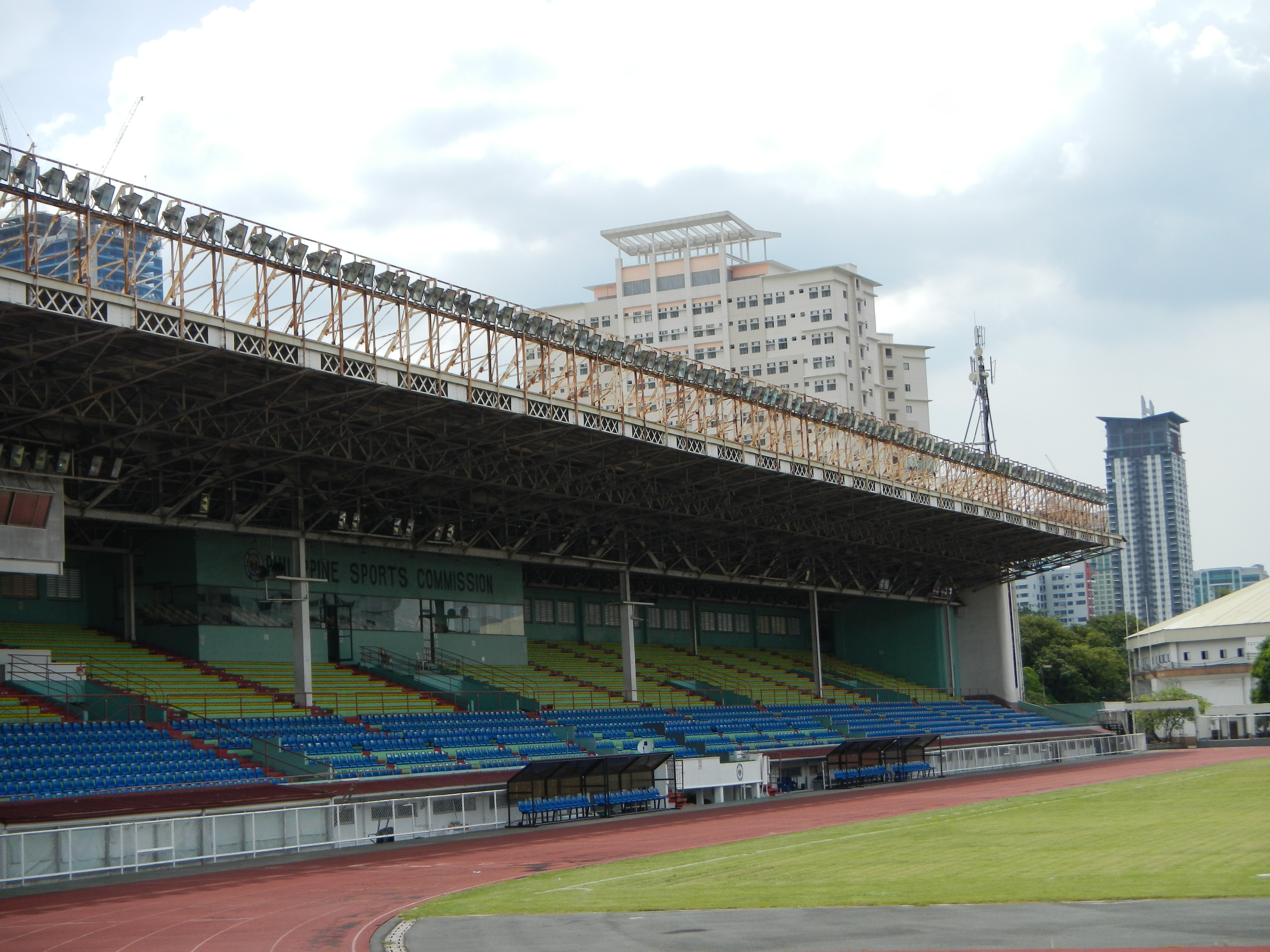
Tribune principale du Stade Rizal Memorial

- Tournoi de football aux Jeux de l'Extrême-Orient 1934
- Jeux asiatiques de 1954
- Championnat d'Asie de football des moins de 19 ans 1966
- Championnat d'Asie de football des moins de 19 ans 1970
- Jeux d'Asie du Sud-Est de 1981
- Jeux d'Asie du Sud-Est de 1991
- Championnats d'Asie d'athlétisme 1993
- Championnats d'Asie d'athlétisme 2003
- Jeux d'Asie du Sud-Est de 2005 (Athlétisme uniquement)
- ASEAN ParaGames 2005 (Athlétisme uniquement)
- Tournoi asiatique des Cinq Nations de rugby à XV 2012 - Division I
- AFF Suzuki Cup 2012 (demi-finale)
- Qualifications pour l'AFC Challenge Cup 2014
- AFF Suzuki Cup 2014 (demi-finale)

### Événements de divertissement
Le 4 juillet 1966, le Rizal Memorial Stadium a accueilli deux concerts à guichets fermés des Beatles, Manille étant l'une des deux seules villes en Asie (avec Tokyo la même année) où le groupe ait jamais joué. Avec 80 000 personnes, ce concert est le deuxième plus gros concert des Beatles.